# Prievidza
Prievidza (em húngaro: Privigye; alemão: Priwitz) é uma cidade da Eslováquia, situada no distrito de Prievidza, na região de Trenčín. Tem 43,06 km² de área e sua população em 2018 foi estimada em 46.059 habitantes.

## Demografia
| Ano:        | 1994   | 2004   | 2014   | 2024    |
| ----------- | ------ | ------ | ------ | ------- |
| Broj ljudi: | 54 427 | 51 596 | 47 574 | 42 429  |
| Razlika:    |        | -5,20% | -7,79% | -10,81% |

| Ano:               | 2023   | 2024   |
| ------------------ | ------ | ------ |
| Número de pessoas: | 42 980 | 42 429 |
| Diferença:         |        | -1,28% |